# Epson
La Seiko Epson Corporation (セイコーエプソン株式会社?, Seikō Epuson Kabushiki-gaisha), di cui fa parte Epson, è una società giapponese. L'azienda opera nei settori della stampa a getto d'inchiostro, della videoproiezione, dei prodotti indossabili e della robotica. 

## Storia

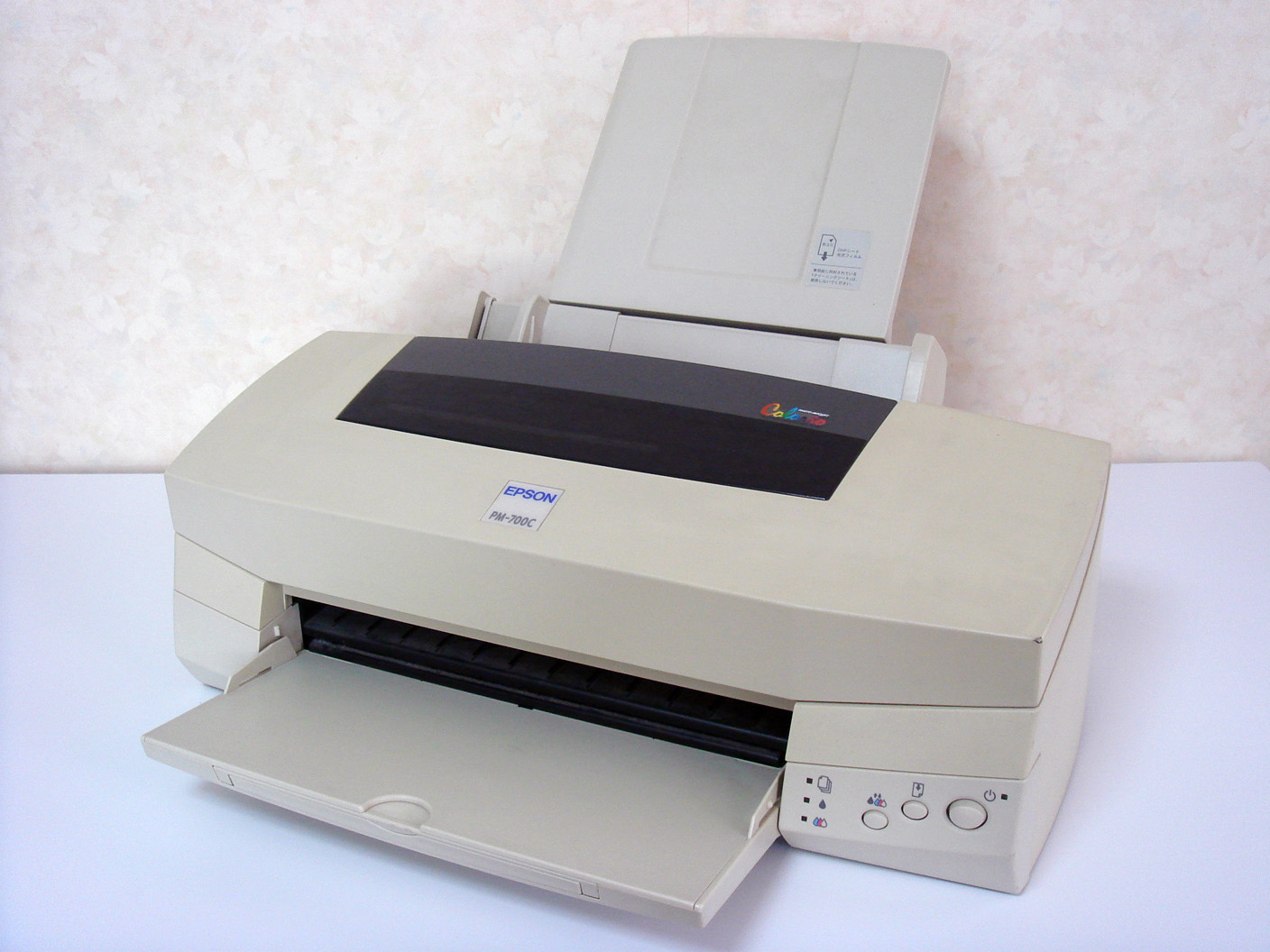
Stampante Epson

Nel 1961 viene fondata la Shinshu Seiki Co. per fornire parti per orologi di precisione alla Suwa Seikosha Co. (ora Seiko Instruments). Quando la Suwa Seikosha viene scelta come cronometrista ufficiale per le olimpiadi di Tokyo del 1964, viene realizzato anche un meccanismo di stampa per avere i tabulati dei tempi durante le gare: quindi la Shinshu Seiki Co. iniziò a produrre stampanti elettroniche (Elettronic Printer) 
Nel settembre del 1968, lanciò la prima mini-stampante al mondo, la EP-101, che fu subito incorporata in molti calcolatori. Nel giugno 1975, fu coniato il nome "Epson" proprio dalla stampante EP, ("Son of EP", il figlio di EP, divenne appunto "Epson"). 
Di seguito le principali pietre miliari della storia di Epson:
- Settembre 1963 - Printing Timer Archiviato il 25 novembre 2021 in Internet Archive.: sistema elettronico di registrazione dei tempi per eventi sportivi, in grado di misurare i millesimi di secondo.
- Settembre 1963 - Seiko Crystal Chronometer QC-951 Archiviato il 25 novembre 2021 in Internet Archive.: primo cronometro portatile al quarzo, ad alta precisione, alimentato a batteria.

- Settembre 1968 - EP-101: è la prima mini-stampante al mondo Archiviato il 5 luglio 2022 in Internet Archive. e viene subito incorporata in molti calcolatori.
- Dicembre 1969 - Seiko Quartz Astron 35SQ Archiviato il 25 novembre 2021 in Internet Archive.: l’orologio al quarzo che ha rivoluzionato la storia dell’orologeria.

- 1970 - SAM-D Archiviato il 25 novembre 2021 in Internet Archive.: magnete alle terre rare che ha aperto all’azienda la strada al business dei magneti.
- Aprile 1971 - CMOS IC Archiviato il 25 novembre 2021 in Internet Archive.: circuito integrato in tecnologia CMOS, un chip per orologi che ha rappresentato l’inizio del business dei semiconduttori di Epson.
- Ottobre 1973 - Seiko Quartz LC V.F.A. 06LC Archiviato il 25 novembre 2021 in Internet Archive.: il primo orologio digitale al quarzo del mondo con un LCD a sei cifre.

- Giugno 1975: viene coniato il nome "Epson", che deriva proprio dalla stampante EP, ("Son of EP", il figlio di EP, divenne appunto "Epson").
- Giugno 1977 - Epson EX-1 Archiviato il 25 novembre 2021 in Internet Archive.: primo computer per la contabilità a portare il nome Epson. Pubblicizzato come il più piccolo computer da ufficio del mondo, era dotato anche di una stampante.
- Luglio 1978 - Melody IC SVM7910 Archiviato il 25 novembre 2021 in Internet Archive.: primo circuito integrato generatore di suoni al mondo, un prodotto che sfrutta al massimo la tecnologia utilizzata negli orologi al quarzo.
- Ottobre 1980 - MX-80 Archiviato il 3 dicembre 2021 in Internet Archive.: piccola e leggera stampante per computer.
- Agosto 1981 - Camera Auto-Dating Module for Photographs Archiviato il 3 dicembre 2021 in Internet Archive.: il primo modulo LCD al mondo per l’autodatazione delle foto. Veniva montato sul coperchio posteriore della fotocamera per impostare e cambiare l'ora e la data. È diventato lo standard de facto nella sua classe.
- Luglio 1982 - Shinshu Seiki Co. Ltd. cambia nome e diventa ufficialmente Epson Corporation.
- Luglio 1982 - HX-20: è il primo computer portatile.
- Dicembre 1982: l’azienda produce il primo televisore portatile LCD.
- Maggio 1983 - SSR-H Series Archiviato il 6 luglio 2022 in Internet Archive., robot per assemblaggio di precisione: è il primo prodotto Epson per l’automazione della fabbrica.
- Agosto 1984 - ET-10 The Televian Archiviato il 4 febbraio 2020 in Internet Archive.: il primo televisore tascabile a colori a cristalli liquidi del mondo.
- Ottobre 1984 - SQ-2000 Archiviato il 21 dicembre 2021 in Internet Archive.: la prima stampante commerciale a getto di inchiostro.
- Novembre 1985 - Suwa Seikosha Co., Ltd. ed Epson Corporation si uniscono nella Seiko Epson Corporation.
- Nell’aprile 1987 - SG-615 Archiviato il 21 dicembre 2021 in Internet Archive.: oscillatore a cristallo in packaging plastico per il montaggio superficiale (SMD), che diventa uno standard de facto.
- Gennaio 1988 - Seiko AGS Quartz Watch Archiviato il 16 settembre 2022 in Internet Archive.: il primo orologio al quarzo al mondo dotato di un sistema automatico di generazione di energia, così non ci sono batterie da sostituire.
- Giugno 1988 - EVF Liquid Crystal Panel Module Archiviato il 21 dicembre 2021 in Internet Archive.: primo pannello a cristalli liquidi a colori al mondo per videocamere.
- Gennaio 1989 - VPJ-700 Archiviato il 5 luglio 2022 in Internet Archive.: primo videoproiettore al mondo a colori basato sulla tecnologia a cristalli liquidi.
- 1990 - TM-930 Archiviato il 21 dicembre 2021 in Internet Archive.: stampante per sistemi PC-POS che crea un nuovo mercato.
- Marzo 1993 - Monsieur Archiviato il 21 dicembre 2021 in Internet Archive.: robot semovente ultraminiaturizzato che è entrato nel Guinness dei primati come il più piccolo robot del mondo.
- Marzo 1993 – Epson Stylus 800 Archiviato il 21 dicembre 2021 in Internet Archive.: prima stampante a getto di inchiostro equipaggiata con una testina in tecnologia Micro Piezo.
- Luglio 1993 - SED1560 Series Archiviato il 21 dicembre 2021 in Internet Archive.: LCD su chip con logica di alimentazione a risparmio energetico.
- Agosto 1993 - ECM-A0662 Archiviato il 21 dicembre 2021 in Internet Archive.: pannello LCD monocromatico in tecnologia STN che si dimostra all'avanguardia per i telefoni cellulari.
- 1993 - Viene raggiunta l'eliminazione completa dei CFC specifici – una delle cause della riduzione della fascia di ozono - da tutti i processi produttivi, in tutto il mondo.
- Aprile 1994 - HM-3000 Archiviato il 21 dicembre 2021 in Internet Archive.: sistema robotizzato ad alta velocità per il testing dei circuiti integrati che fa pieno uso delle tecnologie robotiche di Epson.
- Maggio 1994 – Epson Stylus Color Archiviato il 21 dicembre 2021 in Internet Archive.: rivoluzionaria stampante a colori per la casa.
- Dicembre 1994 - ELP-3000 Archiviato il 21 dicembre 2021 in Internet Archive.: videoproiettore a cristalli liquidi che offre alta luminosità e alta risoluzione.
- Gennaio 1997 - Serie SG-8000 Archiviato il 21 dicembre 2021 in Internet Archive.: primi oscillatori al quarzo programmabili al mondo con circuiti P-ROM e PLL su chip.
- Aprile 1997 - Epson Stylus Photo Archiviato il 6 luglio 2022 in Internet Archive.: stampante fotografica a getto di inchiostro con 6 colori.
- Aprile 1997 - Seiko Super P-1 Archiviato il 21 dicembre 2021 in Internet Archive.: prima lente per occhiali ad addizione progressiva posteriore al mondo.
- Settembre 1998 - TM-H5000 Archiviato il 21 dicembre 2021 in Internet Archive.: prima stampante ibrida (termica e a matrice di punti) Epson, dotata di funzionalità di stampa e copia veloce e silenziosa.
- Novembre 1999 - ECM-A1192 Archiviato il 21 dicembre 2021 in Internet Archive.: pannello LCD a colori transflettivo STN a basso consumo energetico, ha conquistato il mercato della telefonia mobile.
- Dicembre 1999 - Seiko/Credor Spring Drive Archiviato il 21 dicembre 2021 in Internet Archive.: orologio meccanico a molla con carica manuale e con la precisione di quelli al quarzo.
- Maggio 2000 - Epson Stylus Pro 9500 Archiviato il 21 dicembre 2021 in Internet Archive.: stampante di grande formato con inchiostri pigmenti che combina una elevata qualità fotografica per produrre stampe di lunga durata.
- Novembre 2000 - MD19SBT Archiviato il 21 dicembre 2021 in Internet Archive.: pannello LCD a colori a matrice attiva MD-TFD con bassissimo consumo energetico.
- 2003 - Epson viene quotata alla borsa di Tokyo.
- Maggio 2003 - Monna Lisa 160B Archiviato il 21 dicembre 2021 in Internet Archive.: prima stampante digitale per la produzione di tessuti. Ha permesso al mercato tessile di passare dalla fase pionieristica della campionatura alla produzione industriale affidabile.
- Settembre 2005 - EMP-TWD1 Archiviato il 21 dicembre 2021 in Internet Archive.: lettore-proiettore DVD che ha aperto il mercato dell'home-theater.
- Maggio 2006 - Photo Fine Vistarich Archiviato il 21 dicembre 2021 in Internet Archive.: display LCD con angolo di visione estremamente ampio.
- Luglio 2006 - EMP-6100 Archiviato il 21 dicembre 2021 in Internet Archive.: proiettore a prova di polvere, progettato per essere installato in ambienti che causerebbero frequenti guasti ai proiettori normali.
- Aprile 2008: Epson Business Inkjet: nuova serie di stampanti a getto di inchiostro per il mondo business con grande autonomia, elevata affidabilità e qualità, bassi costi di stampa e di gestione.
- Giugno 2008 - Environmental Vision 2050: strategia ambientale a lungo termine di Seiko Epson Corporation.
- Agosto 2008 - GS6000 Archiviato il 21 dicembre 2021 in Internet Archive.: stampante di largo formato per il signage con una qualità d'immagine sorprendente grazie agli otto diversi colori di inchiostro a base solvente, compresi un nuovo arancione e un verde.
- Settembre 2008 - Stylus Photo PX700W Archiviato il 21 dicembre 2021 in Internet Archive.: stampante a getto d'inchiostro all-in-one compatta e ricca di funzioni avanzate.
- Giugno 2009 - Serie C3 Archiviato il 21 dicembre 2021 in Internet Archive.: famiglia di compatti robot a sei assi.
- Ottobre 2009 – Serie Ultimicron: pannelli LCD a colori TFT in polisilicio ad alta temperatura per mirini elettronici.
- Gennaio 2010 - EB-450Wi Archiviato il 22 dicembre 2021 in Internet Archive.: proiettore per montaggio a parete, con lenti a ottica ultra-corta e funzionalità interattive.
- Giugno 2010 - Surepress L-4033A Archiviato il 22 dicembre 2021 in Internet Archive.: macchina da stampa industriale digitale a getto d'inchiostro per etichette.
- Ottobre 2010 - L100 & L200 Archiviato il 9 aprile 2022 in Internet Archive.: prime stampanti al mondo a utilizzare serbatoi di inchiostro ricaricabili e ad alta capacità (70 ml per ogni colore) invece di cartucce d'inchiostro. In Europa questa famiglia prenderà il nome di EcoTank.
- Giugno 2011 - M-G350: unità di misurazione inerziale (IMU) con le dimensioni e il consumo energetico più ridotti della categoria, in grado di rilevare accuratamente il movimento inerziale, dalla minima inclinazione ai grandi movimenti.
- Settembre 2011 - TM-T88V-i Archiviato il 22 dicembre 2021 in Internet Archive.: famiglia di stampanti intelligenti e basate sul web per le ricevute di negozi e ristoranti.
- Novembre 2011 - Moverio BT-100 Archiviato il 5 luglio 2022 in Internet Archive.: primo modello di occhiali intelligenti Epson con visione binoculare e lenti trasparenti, dotato di tecnologia per la Realtà Aumentata.
- Agosto 2012 - Runsense SS700S Archiviato il 22 dicembre 2021 in Internet Archive.: orologio sportivo da polso con GPS che traccia accuratamente e registra la distanza, il ritmo e altri parametri di un corridore.
- Settembre 2013 – PrecisionCore: nuova tecnologia delle testine per il mercato delle stampanti industriali, che l’anno successivo verrà portata anche sui prodotti per l’ufficio e su quelli consumer.
- Agosto 2014 – Epson WorkForce Archiviato il 5 luglio 2022 in Internet Archive.: famiglia di stampanti a getto d'inchiostro per l'ufficio caratterizzata dal sistema RIPS (Replaceable Ink Pack System), costituito da sacche di inchiostro ad alta capacità che assicurano una lunghissima autonomia di stampa prima della sostituzione.
- Febbraio 2015 - EH-LS10000: primo videoproiettore laser 1080p Full HD per il mercato dell'Home Cinema, dotato dell'innovativa tecnologia 3LCD Reflective con doppia sorgente luminosa laser per riprodurre immagini caratterizzate da neri molto intensi e da un'ampia gamma di colori.
- Dicembre 2015 - Epson PaperLab: primo sistema compatto al mondo in grado di produrre nuova carta a partire da carta usata, triturata in modo sicuro e senza uso di acqua, direttamente in azienda.
- Giugno 2018 - WorkSense: robot autonomo a doppio braccio progettato per una produzione ampiamente autonoma, dotato di un gran numero di sensori interni come telecamere e sensori di forza.
- Dicembre 2019 - Livello Gold per la CSR: EcoVadis, l’organizzazione più affidabile per le valutazioni di sostenibilità aziendale, assegna a Epson per il terzo anno consecutivo il livello Gold per la CSR, riconoscendole l'impegno nel raggiungimento dei più alti standard internazionali di CSR. EcoVadis attribuisce inoltre a Epson il livello “Outstanding" negli acquisti sostenibili e sottolinea gli eccellenti risultati raggiunti nell’area Labour & Human Rights e per le sue azioni rivolte alla salvaguardia dell'ambiente.
- Ottobre 2020 - 50 milioni: è il numero di stampanti a getto d'inchiostro con serbatoi ad alta capacità (in Europa EcoTank) vendute nel mondo. Grazie a questa soluzione, le emissioni di CO2 prodotte dai materiali di consumo si sono ridotte di circa 166.000 tonnellate.
- Gennaio 2021 - Epson entra nella prestigiosa "A List" di CDP (Carbon Disclosure Project, l'organizzazione no-profit che valuta le aziende in base alle loro azioni nella lotta al cambiamento climatico e nella tutela della sicurezza idrica. Epson è tra le poche aziende che hanno ottenuto una doppia A su oltre 5.800 realtà valutate nel 2020.

## Grafiche per rubriche meteo
Con i computer Epson vengono elaborate le grafiche delle rubriche meteo in onda sulle reti Mediaset, sin dalla nascita della prima rubrica, il meteo di Studio Aperto su Italia 1, avvenuta nel gennaio 1991. Inizialmente le previsioni venivano fornite dal osservatorio meteorologico di Brera-Duomo-Milano, mentre in seguito è stato fondato un vero e proprio centro meteorologico la cui azienda giapponese è stata sponsor, il Centro Epson Meteo.